# San Martín del Castañar
San Martín del Castañar è un comune spagnolo di 285 abitanti situato nella comunità autonoma di Castiglia e León.